# ريتشارد تالبرت
ريتشارد تالبرت (بالإنجليزية: Richard Talbert)‏ هو مؤرخ أمريكي وبريطاني، ولد في 26 أبريل 1947 في المملكة المتحدة.